# Tatsjana Sjarakova

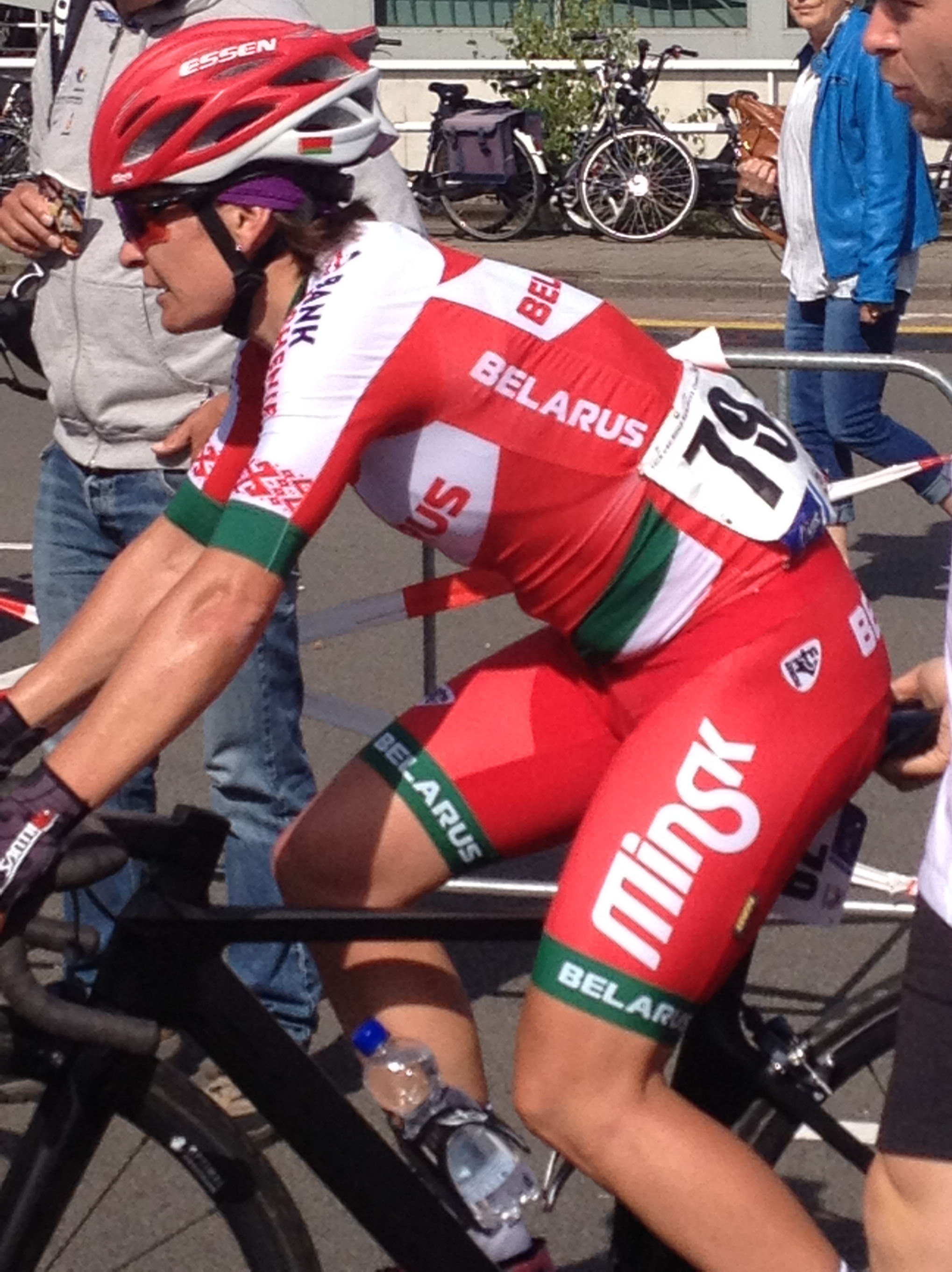
Sjarakova tijdens het EK 2019 in Alkmaar

Tatsjana Valerevna Sjarakova (Wit-Russisch: Таццяна Валер'еўна Шаракова) (Orsja, 31 juli 1984) is een Wit-Russisch voormalig wielrenster. Sjarakova was actief in zowel het wegwielrennen als het baanwielrennen.

## Carrière
Op de weg werd ze acht keer nationaal kampioene in de wegwedstrijd en zes keer in het tijdrijden. In 2006 werd ze derde in de La Grande Boucle Féminine, de Ronde van Frankrijk voor vrouwen. Bij de wegwedstrijd op de Europese Spelen 2019 in Minsk, in eigen land, won ze een bronzen medaille, achter Lorena Wiebes en Marianne Vos.
Ze werd in 2011 bij het baanwielrennen wereldkampioene op de puntenkoers. Met het Wit-Russisch team nam ze deel aan de ploegenachtervolging op de Olympische Zomerspelen 2012. Bij de Europese Spelen 2019 won ze een gouden medaille op de achtervolging. Tijdens het EK 2017 won ze brons in de puntenkoers en tijdens het EK 2019 won ze in Apeldoorn brons in het omnium, achter Kirsten Wild en Laura Kenny.
Sjarakova testte op de Europese kampioenschappen baanwielrennen 2012 positief op het gebruik van tuaminoheptaan en werd voor 18 maanden geschorst.

## Palmares

### Baanwielrennen
| Jaar | NK | EK                            | WK          | Overige                                      |
| ---- | -- | ----------------------------- | ----------- | -------------------------------------------- |
| 2010 |    | omnium                        | puntenkoers | WB Cali: · scratch                           |
| 2011 |    | omnium · ploegenachtervolging | puntenkoers |                                              |
| 2012 |    | omnium · ploegenachtervolging |             |                                              |
|      |    |                               |             |                                              |
| 2017 |    | puntenkoers                   |             |                                              |
| 2019 |    | puntenkoers · omnium          |             | Europese Spelen: · individuele achtervolging |

### Wegwielrennen
2004
 Wit-Russisch kampioenschap op de weg
2005
 Wit-Russisch kampioene op de weg
2006
3e in La Grande Boucle Féminine
2007
 Wit-Russisch kampioene op de weg
 Wit-Russisch kampioene tijdrijden
2008
 Wit-Russisch kampioene op de weg
 Wit-Russisch kampioene tijdrijden
Etappe 4b Tour de Bretagne
2009
 Wit-Russisch kampioene op de weg
 Wit-Russisch kampioene tijdrijden
2011
 Wit-Russisch kampioenschap op de weg
 Wit-Russisch kampioenschap tijdrijden
2012
 Wit-Russisch kampioene op de weg
2015
 Wit-Russisch kampioenschap op de weg
 Wit-Russisch kampioenschap tijdrijden
2016
 Wit-Russisch kampioene op de weg
 Wit-Russisch kampioene tijdrijden
2017
 Wit-Russisch kampioene op de weg
 Wit-Russisch kampioene tijdrijden
2019
Grote Prijs van Alanya
Grand Prix Justiniano Hotels
 Wit-Russisch kampioene op de weg
 Wit-Russisch kampioene tijdrijden
 Europese Spelen, wegwedstrijd
2020
3e etappe Dubai's Women Tour
 Wit-Russisch kampioene op de weg
 Wit-Russisch kampioene tijdrijden
2021
Grote Prijs van Manavgat